# Avenue Eugène Ysaÿe
 (signalé en août 2025).
Si vous disposez d'ouvrages ou d'articles de référence ou si vous connaissez des sites web de qualité traitant du thème abordé ici, merci de compléter l'article en donnant les références utiles à sa vérifiabilité et en les liant à la section « Notes et références ».
- Archive Wikiwix
- Bing
- Cairn
- DuckDuckGo
- E. Universalis
- Gallica
- Google
- G. Books
- G. News
- G. Scholar
- Persée
- Qwant
- (zh) Baidu
- (ru) Yandex
- (wd) trouver des œuvres sur Wikidata

Pour les articles homonymes, voir Eugène et Ysaÿe.
L'avenue Eugène Ysaÿe (en néerlandais : Eugène Ysayelaan) est une voie bruxelloise de la commune d'Anderlecht.

## Situation et accès
Cette avenue débute square Égide Rombaux et se termine place Verdi en passant par l'avenue du Roi-Soldat.
La numérotation des habitations va de 1 à 105 pour le côté impair et de 46 à 108 pour le côté pair.

## Origine du nom
L'avenue honore le violoniste, compositeur et chef d'orchestre belge Eugène Ysaÿe (1858-1931).